# Arslano-Amekàtxevo
Arslano-Amekàtxevo (en rus: Арслано-Амекачево) és un poble de Baixkíria, a Rússia, que en el cens del 2010 tenia 159 habitants. Pertany al districte de Iermolàievo.